# Mark Jones
Mark Jones (ur. 15 czerwca 1933 w Barnsley, zm. 6 lutego 1958 w Monachium) – angielski piłkarz grający na pozycji obrońcy. Był jednym z ośmiu zawodników, którzy zginęli w katastrofie lotniczej w Monachium.
Mark Jones zostawił żonę i dwuletniego syna Gary'ego. Jego córka urodziła się 4 miesiące po katastrofie.